# حمزة آيت وعمر
 حمزة ايت وعمر  (1986 الجزائر) هو لاعب كرة قدم جزائري.

## روابط خارجية
- حمزة آيت وعمر على موقع قاعدة بيانات كرة القدم.إي يو (الإنجليزية)
- حمزة آيت وعمر على موقع Soccerway.com (الإنجليزية)